# Gerardo Álvarez
Gerardo Álvarez (Cuzco, 1864-1940) fue un militar y político peruano. Partidario de Augusto B. Leguía, dirigió el golpe de Estado de 1919, que elevó al poder por segunda vez a dicho caudillo. Fue ministro de Guerra y Marina (1919-1920), prefecto de Loreto (1921-1922) y senador por Tumbes (1924-1930).

## Biografía

### Nacimiento y estudios
Nació en la ciudad del Cuzco, siendo hijo de Juan C. Álvarez y María Dolores Castilla. Estudió en el Colegio Nacional de su ciudad natal.

### Trayectoria militar
En 1879, cuando contaba con quince años, se enroló en el ejército, sirviendo como soldado en el batallón Granaderos del Cuzco. Debido a sus méritos fue escalando de rango. Al estallar la guerra con Chile, su batallón fue uno de los primeros en ser enviados a la campaña del sur. Luchó en la batalla de Los Ángeles (1880), así como en otros encuentros bélicos importantes.
Finalizada la guerra, y ya con el grado de capitán, sirvió bajo las órdenes del general Andrés A. Cáceres en la revolución contra el gobierno de Miguel Iglesias. Peleó en los combates de Masma, Canta, Huaripampa, Santa Clara, San Bartolomé, y en la toma de Lima.
Posteriormente, defendió al segundo gobierno de Cáceres durante la sangrienta guerra civil de 1894, participando en los combates de Cañete y Yauyos, hasta la defensa de Lima en marzo de 1895, que concluyó con la derrota y el fin del gobierno de Cáceres. Fue separado del servicio, hasta 1900, cuando fue reincorporado.
Durante el gobierno de Eduardo López de Romaña (1899-1903), organizó la práctica del tiro en el país, actividad que hasta entonces había carecido de una metodología científica. En 1905, siendo teniente coronel, era comandante del batallón N.º 7  de infantería, el mismo que ganó el primer campeonato de tiro auspiciado por el gobierno. En esa ocasión, el título de campeón militar fue otorgado al cabo Champe, del mencionado cuerpo. En 1906 su batallón volvió a obtener el campeonato de tiro.

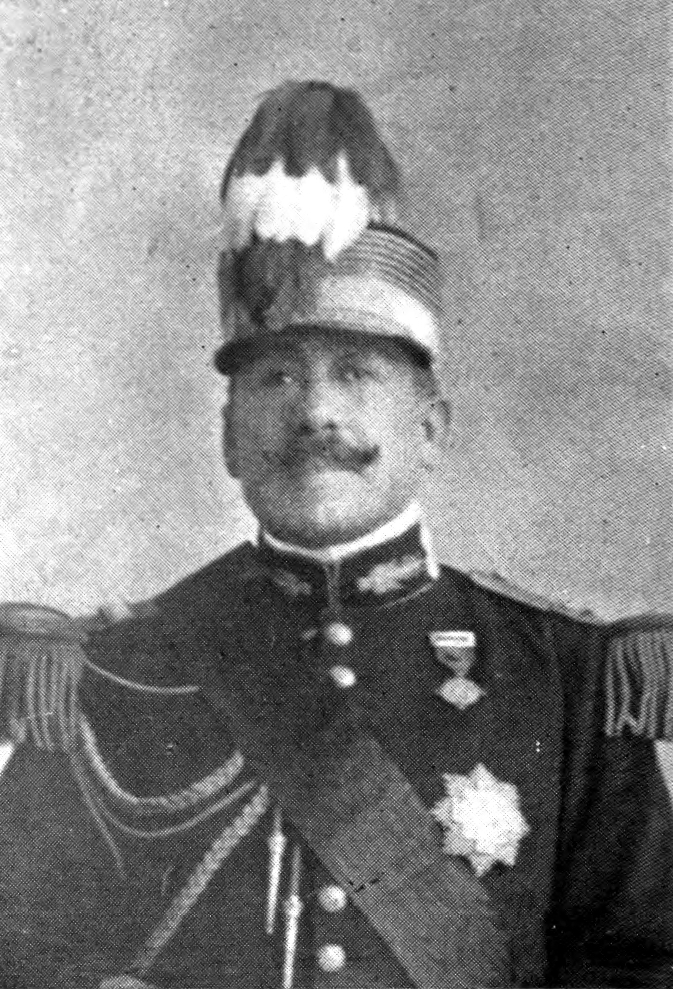
Gerardo Álvarez, como coronel de infantería.

En 1907 era ya coronel, ascenso que le concedió el Congreso Nacional. En mayo de 1908 comandó a las tropas que sofocaron la revuelta del caudillo Augusto Durand, iniciada en Chosica y que había logrado tomar el control del ferrocarril central. Pese a las dificultades de desplazamiento por la accidentada cordillera, logró vencer a las montoneras de Durand en Chicla y Chinchán.
En 1912 viajó a España como agregado militar en la embajada que visitó dicho país por la celebración del centenario de las Cortes de Cádiz. Visitó también Alemania, Austria y Francia, países en los que observó las fábricas militares y las maniobras de los ejércitos.
En 1914 ejercía el mando de la zona militar de Lima. Cuando el Congreso invistió al coronel Óscar R. Benavides como presidente provisorio de la República, el 15 de mayo de 1914, Álvarez se encargó de mandar la línea en el desfile de tropas frente a Palacio de Gobierno.
Durante el segundo gobierno de José Pardo y Barreda fue nombrado jefe de Estado Mayor General del Ejército, y al ser trasladado al Consejo de Oficiales Generales, pidió su separación temporal del servicio. En tal situación, se sumó a la campaña orientada por un gran sector de la ciudadanía en favor del retorno al poder de Augusto B. Leguía.

### Participación en el golpe de Estado de 1919
Álvarez fue quien dirigió el golpe de Estado de 4 de julio de 1919, que depuso al presidente José Pardo. En dicha acción contó con el apoyo de la gendarmería. Una de las primeras acciones que ordenó fue el apresamiento de Pardo y de su ministro de Guerra Juan Manuel Zuloaga, que fueron trasladados al Panóptico. Luego se reunió con Leguía en el cuartel de gendarmes de Santa Ana, para luego acompañarlo en el camino a Palacio de Gobierno, en medio de la aclamación de la población. A través de un manifiesto, proclamó a Augusto Leguía como presidente de la República. Se iniciaba así el segundo gobierno de Leguía, que después sería conocido como el Oncenio.
La Asamblea Nacional recomendó su ascenso a general de Brigada, pero ello se fue dilatando. Fue nombrado Comandante General del Ejército y jefe de Estado Mayor General.

### Ministro de Guerra y Marina

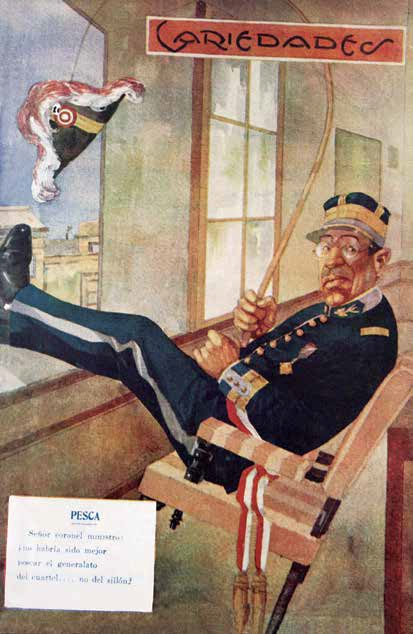
Caricatura del coronel Gerardo Álvarez, que apareció en la revista Variedades (28 de febrero de 1920), aludiendo a su ascenso a general. “PESCA. Señor coronel ministro no habría sido mejor pensar el generalato del cuartel .... no del sillón?.”

En setiembre de 1919 fue nombrado ministro de Guerra y Marina, en reemplazo del general José Ramón Pizarro. Durante su gestión se creó el Ministerio de Marina, separado del de Guerra, por Ley N.º 4003 de 9 de octubre de 1919, dada por la Asamblea Nacional. De modo que fue el último ministro de Guerra y Marina, y el primero de Guerra.

### Prefecto de Loreto
Culminada su labor ministerial, pasó a ser prefecto de Loreto. En tal calidad, propuso en 1921 una ley para dar a los indígenas hogar y trabajos propios, para que estos pudieran vivir y desarrollarse con sus hijos al amparo de su producción agrícola.
También ejerció la Comandancia de Armas de la 5.º Región.

### Senador por Tumbes
En 1924 fue elegido senador por la provincia litoral de Tumbes, siendo reelegido en 1929, hasta que el golpe de Estado de 1930 puso fin a su mandato legislativo.
Falleció en 1940.